# Eschenburg
Eschenburg är en kommun i Lahn-Dill-Kreis i Regierungsbezirk Gießen i förbundslandet Hessen i Tyskland. Kommunen bildades 1 oktober 1971 genom en sammanslagning av de tidigare kommunerna Eibelshausen, Eiershausen och Wissenbach. Eschenburg, Hirzenhain, Simmersbach och Roth bildade 1 juli 1974 den ny a kommunen Eschenburg.